# 春秋のスペシャル決定版・テレビまるごと大集合
『春秋のスペシャル決定版・テレビまるごと大集合』（はるあきのスペシャルけっていばん・テレビまるごとだいしゅうごう）は、1985年秋から1986年秋までTBS系列の春秋改編期に生放送された、特別番組（バラエティ番組）である。
正式タイトルは『○のスペシャル決定版・テレビまるごと大集合』（『○』には『春』か『秋』かのどれかが入る）。

## 概要
1975年9月30日から約10年放送された『4・10月だョ!全員集合』を引き継ぐかたちで開始した期首特番で、タイトルの元となった『8時だョ!全員集合』が1985年10月で終了するにあたり改題したもの。
内容は概ね『4・10月だョ!』の末期（1984年秋以降）を受け継いでおり、各番組への生レポートを始め、ドミノ倒しも行っていた。
司会は当初ザ・ドリフターズの加藤茶と志村けんが担当していたが、後に『クイズダービー』『世界まるごとHOWマッチ』の大橋巨泉と、『HOWマッチ』『痛快なりゆき番組 風雲!たけし城』のビートたけしが加わった。そしてこの巨泉・たけしのコンビが好評だった事から、1987年秋よりこの2人と関口宏を加えて、クイズ番組形式の『クイズまるごと大集合』へとリニューアルする事となった。
なお『クイズまるごと』は全編VTR収録であるため、1975年4月1日放送の『20年だョ!全員集合』以来続いた、生放送の期首特番は、ここで一旦中断した（その後の『オールスター感謝祭』は生放送に戻っている）。

## 放送日時
- 1985年10月1日
- 1986年4月1日
- 1986年9月30日

放送曜日は全て火曜日、放送時間は全て19:00 - 21:48（JST）

### 通常番組の編成
通常番組の編成に関しては、次の通り。
- 18:30枠の『JNNニュースコープ』は、本来平日は19:20までだが、19:00で終了の短縮版となった。
- 19:20枠の番組『ぴったし カン・カン』は、1985年秋は休止、1986年春は既に終了（3月18日）、そしてその後の『クイズ三角関係』は、1986年秋は休止（ただし2週間後の10月14日で終了）。
- 20時枠ドラマは、1985年秋の『乳姉妹』、1986年春の『遊びじゃないのよ、この恋は』、1986年秋の『天使のアッパーカット』は全て休止、
- 21時枠ドラマは、1985年秋の『夏・体験物語』（第1シリーズ）と1986年春の『毎度おさわがせします』（第2シリーズ）は既に終了、1986年秋の『夏・体験物語』（第2シリーズ）は休止。
- 20:54の『JNNフラッシュニュース』は、21:48へ繰下げ。

## 司会
- 加藤茶（全回）
- 志村けん（全回）
- 大橋巨泉（1986年秋）
- ビートたけし（1986年秋）

## 番組内容

### 1985年秋
- ザ・ベストテンスペシャル
- 動物ランドスペシャル
- クイズダービー・HOWマッチ
- 東芝日曜劇場1500回記念
- 生で見せる!驚異の豪華ドミノ倒し
- 水戸黄門VS大岡越前
- 明石家さんまVS所ジョージの遊びすぎデスマッチ
- 金曜日の妻たちは今日も演技特選!
- 子供が見てるでしょ!
- '85年型家族あわせ
- OH!わが友よ[1]

### 1986年春
- ザ・ベストテン電リク祭りでHOWマッチ・クイズダービー
- 動物ランドスペシャル
- とんねるずのお坊っチャマ
- たけし城攻防戦
- 温泉街の水戸黄門
- 生放送!100万個ドミノ倒し
- 加トちゃんケンちゃんごきげんプレゼント
- 日曜劇場スタジオに侵入者
- となりの女・遊びじゃないのよ、この恋は・大人になるまでガマンする[2]

### 1986年秋
- HOWマッチ+クイズダービー+加トちゃんケンちゃん
- たけし城に飛び入り
- ランキング歌手勢ぞろい!ザ・ベストテン
- 佐久間良子の手料理拝見!日曜劇場+料理天国
- 沢口靖子の必見!空手 痛快!OL通り
- ドキド欽ちゃんスピリッツ
- シェイプアップ!水戸黄門[3]